# Krebeck
Krebeck ist eine Gemeinde in Südniedersachsen (Deutschland). Sie befindet sich im Landkreis Göttingen am westlichen Rand des Untereichsfelds und gehört der Samtgemeinde Gieboldehausen an.

## Geographie
Krebeck liegt ungefähr 13 Kilometer östlich von Göttingen und 11 Kilometer nordwestlich von Duderstadt am Rande der fruchtbaren Goldenen Mark, in der westlichen Gemarkung befinden sich bewaldete Anhöhen (Westerberg: 275 m). Durch den Ort fließt der Ellerbach, ein Nebenbach der Suhle. In unmittelbarer Nähe der Gemeinde verläuft die Bundesstraße 27 die von Göttingen nach Herzberg am Harz führt.
Der etwa zwei Kilometer nordwestlich entfernt liegende Nachbarort Renshausen ist ein Ortsteil von Krebeck. Weitere Nachbarorte sind Ebergötzen im Südwesten, Bodensee im Norden und Wollbrandshausen im Osten.
In Krebeck befindet sich der geodätische Mittelpunkt Deutschlands. 2016 wurde bekannt, dass ein bereits verstorbener Geologe bei Grabungen in der mittlerweile renaturierten Tonkuhle Krebeck Trittsiegel von Archosaurier gefunden hatte. Von einem noch vorhandenen Trittsiegel fertigte das Niedersächsische Landesamt für Denkmalpflege einen Abdruck an.

## Geschichte
Der Ort wurde 1256 als Crebeke erwähnt, eine spätere Schreibweise lautete Kreybecke (1340), eine frühere Crebike (1183). Der Name kann als Krähenhbach gedeutet werden. Während der Jahre bis 1649 wird der Ort unter den Namen Crebecke (1256), Krebecke (1266), Kreybecke (1340) und Grebicke (1649) aufgelistet. In der Ersterwähnungsurkunde von 1256 wies Wedekind von Böseckendorf dem Kloster Weende Einkünfte aus seinem Allod in Krebeck zu. Fünf Jahre später wird 1261 ein Leutpfarrer, der plebanus Hermannus, für den Ort genannt. Im Jahre 1340 wurden die Gebrüder Arnold und Heinrich von Rorungen (Roringen) von Herzog Heinrich von Braunschweig mit Gütern in Krebeck belehnt. Während des Jahres 1496 geriet der Ort in den Kirchenbann. Auslöser für diesen Streit war ein Konflikt zwischen Krebeck, das hoheitlich dem Amt Gieboldehausen unterstellt war, und dem Kloster St. Michael in Hildesheim, wobei es um eine Hutweide im Sautal ging. Erst nach Jahren, und auf Bemühen des Amtmannes von Lindau, konnte der Kirchenbann wieder aufgehoben werden. Während der Reformationszeit zählte ein Franciscus Symon als Pfarrer in Krebeck, es wird erwähnt, dass die „räudigen Schafe“, wohl Protestanten aus dem Amt Gieboldehausen, zu ihm gelaufen kamen. Erst um 1605 bekannten sich wieder die meisten Familien zur katholischen Kirche.
Ende des 15. Jahrhunderts, nachdem Dietrich von Hardenberg 1492 die Hälfte des Ortes Lindau für 4300 Rheinische Gulden erwarb, entstand im folgenden Jahr ein Streit zwischen den Einwohnern Renshausens und den Untersassen in Krebeck wegen der Hutweide auf der Wiese Sudal, diese befand sich in der Feldmark Renshausens, wurde jedoch widerrechtlich von den Krebeckern genutzt. Das Kloster St. Michael in Hildesheim erwirkte einen Schiedsspruch, der darauf hinauslief, dass die Krebecker von der Nutzung der Hutweide absehen, und die Klagekosten bezahlen sollten. Diese kehrten sich allerdings nicht daran, übersendeten dem Klosterabt einen Fehdebrief und raubten, mordeten in Renshausen, bevor sie den Ort in Brand steckten, woraufhin sie gebannt wurden. Der Versuch einer gütlichen Einigung durch das Eingreifen Dietrich von Hardenberg scheiterte, Bischof Berthold von Hildesheim ermahnte Dietrich vielmehr, zusätzlich die Klostergüter vor dem wilden Treiben der Krebecker zu schützen. Der Streit zwischen den beiden Ortschaften fand erst 1499 eine friedliche Beilegung, am Mittwoch nach Reminiscere traten Ludolf von Bortfeld für die Seite des Abtes, Dietrich von Hardenberg für die Krebecker ein und einigten sich darauf, dass die Gemeinden die Weide weiterhin nutzen durften, die Krebecker sollten jedoch 2 Gulden zur Loslösung des Bannes nach Hildesheim senden.
Ähnlich wie die anderen Dörfer des Untereichsfeldes hatte auch Krebeck unter dem Dreißigjährigen Krieg und dem Siebenjährigen Krieg erheblich zu leiden. Dazu ereilte den Ort die im Jahre 1850 im Untereichsfeld ausgebrochene Choleraepidemie. In beiden Weltkriegen fielen 49 Einwohner des Ortes, während neun vermisst blieben. Auch Brände hatte der Ort in der Neuzeit häufiger zu beklagen. So vernichtete ein Großfeuer im Mai 1917 zehn Wohnhäuser und 14 Scheunen, im August 1934 wiederum fielen vier Gehöfte den Bränden zum Opfer. Seit 1973 ist Krebeck Mitgliedsgemeinde der Samtgemeinde Gieboldehausen.

### Eingemeindungen
Am 1. Januar 1973 wurde die Gemeinde Renshausen eingegliedert.

## Politik

### Gemeinderat
Der Rat der Gemeinde Krebeck besteht aus elf Ratsmitgliedern. Dies ist die festgelegte Anzahl für eine Gemeinde mit einer Einwohnerzahl zwischen 1001 und 2000 Einwohnern, die Mitgliedsgemeinde einer Samtgemeinde ist.
|      | SPD | CDU | Grüne | Einzelbewerber | Gesamt   |
| 2006 | 1   | 9   | 0     | 0              | 10 Sitze |
| 2011 | 0   | 9   | 2     | 0              | 11 Sitze |
| 2016 | 0   | 9   | 2     | 0              | 11 Sitze |
| 2021 | 0   | 8   | 2     | 1              | 11 Sitze |

(Stand: Kommunalwahl am 12. September 2021)

### Bürgermeister
Ehrenamtlicher Bürgermeister von Krebeck ist seit 2022 Thomas Knäpper (CDU).

### Wappen und Flagge

Wappen
Hissflagge

Blasonierung: „In Blau ein aufsteigender, gold- (gelb)- bewehrter silberner (weißer) Kranich über erniedrigtem, schrägen, silbernem (weißem) Wellenbalken (Wellenband).“
Das von Fritz Reimann aus Fuhrbach entworfene Wappen wurde vom niedersächsischen Ministerium des Inneren am 11. April 1951 genehmigt. Der Ortsname, dessen älteste Formen Crebecke (1264) bzw. Kreybecke (1340) lauten, sollen Krähen- oder Kranichbach bedeuten. Ferner ist zu beobachten, dass in der Nähe des Ortes in einem Bruch alljährlich Kraniche zur kurzen Rast niedergehen.
Beschreibung der Flagge: „Die Flagge ist blau-weiß quergestreift mit aufgelegtem Wappen in der Mitte.“

## Kultur und Sehenswürdigkeiten

### Pfarrkirche St. Alexander und Brüder

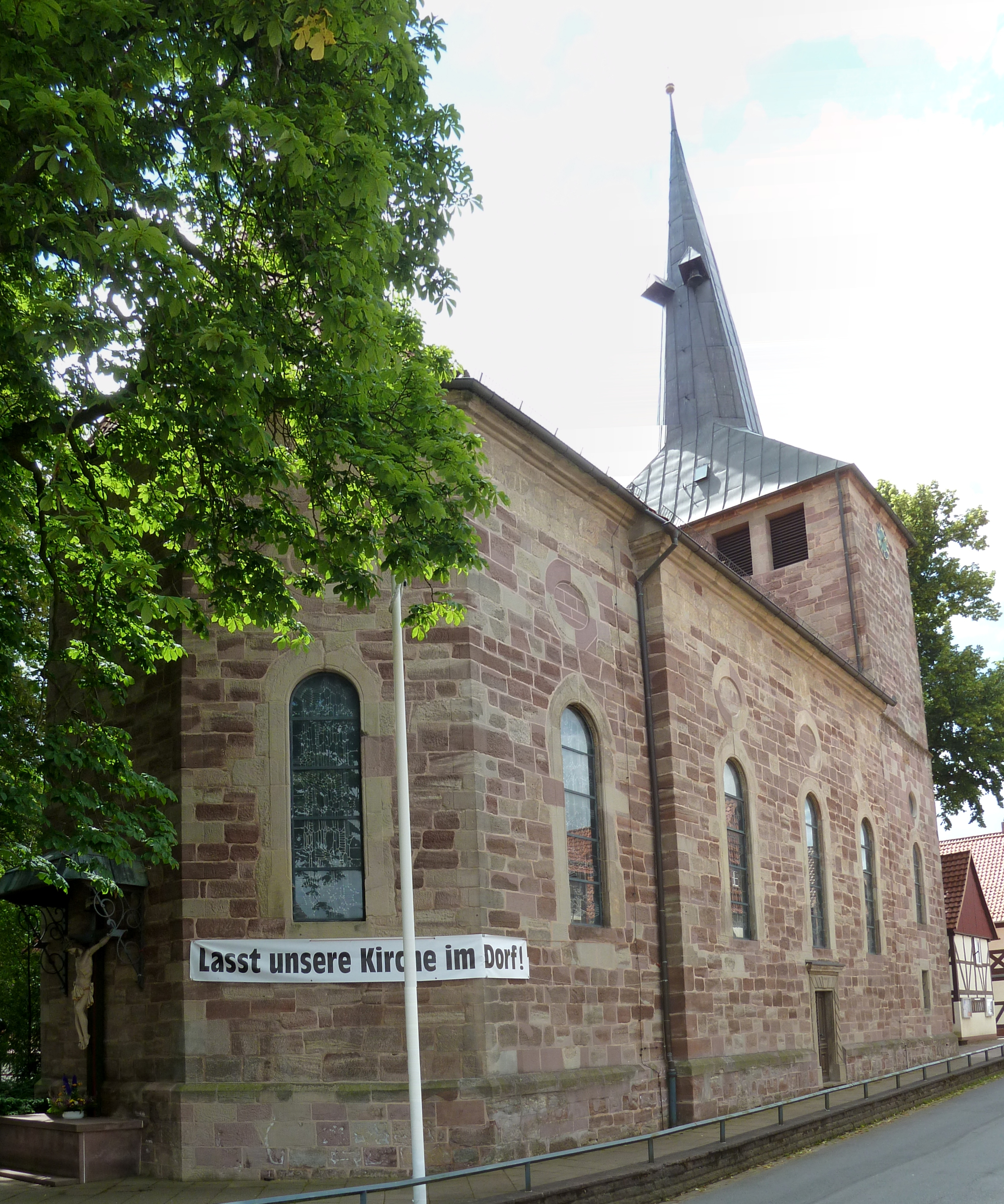
Pfarrkirche St. Alexander und Brüder

Die katholische Pfarrkirche St. Alexander wurde 1716 im Eichsfelder Barock erbaut. 1724 erfolgte die Weihe der Kirche durch den Erfurter Weihbischof Johann Joachim Hahn. Sie stellt einen Buntsandsteinquaderbau mit leicht eingezogenem Chor dar. Bei der Errichtung der Kirche waren auch Bauleute aus Tirol beteiligt. An der Südmauer lässt sich durch eine Inschrift der Baumeister ermitteln, sie lautet JOAN GEORG KULMAN MAUR MEISTER VON GERRENROT. Ähnlich wie andere Kirchen im Untereichsfeld hatte auch diejenige aus Krebeck einen Vorgängerbau an ihrer Stelle, so lässt sich der Kirchturm auf das 16. Jahrhundert datieren. Der spitze Turmhelm stammt aus dem 19. Jahrhundert. Die Außenwände sind schlicht ohne Profilierung gestaltet, deutlich erkennbar sind jedoch die zugemauerten Okuli, die sich oberhalb der Rundbogenfenster befinden. Die Figur des Kirchenpatrons St. Alexander wurde in einer Nische über dem Turmportal, welches aus Pilaster und Gebälk besteht, untergebracht. Am Nordportal der Kirche setzte man einen Schlussstein ein. Er trägt die Datierung der Fertigstellung 1716 nebst einem achtspeichigen Mainzer Rad. Im Kirchensaal, überspannt von einem Spiegelgewölbe, findet man lisenengegliederte Seitenwände und die ungewöhnliche Konstruktion des Kreuzrippengewölbes. Seine Besonderheit liegt darin, dass im Bereich des Chores kein Endpunkt der Rippen zu erkennen ist. Das Inventar ist in einer Beige-Gold-Fassung erhalten und stammt aus dem Barock beziehungsweise der spätbarocken-klassizistischen Zeit, während der zweistöckige Hochaltar mit seinen gedrehten Säulen, Putten, Blütengehänge, Muscheln und Vasen aus der Mitte des 18. Jahrhunderts stammt. Das Altarbild stellt die Kreuzigung Jesu dar. Einzelformen des Seitenaltars reichen vom Stil bis ins Rokoko hinein und besitzt einen kompakten Wandcharakter. Damit steht er im Kontrast zu der zierlichen, farbig gefassten Barockmadonna, der Hauptfigur des Seitenaltars. Seit dem 1. November 2014 gehört die Kirche zur Pfarrei „St. Kosmas und Damian“ in Bilshausen.

### Vereinsleben
Die Renshäuser Blasmusik und die Lauseberger Big Band, sowie die Bands Lauschgift, Jack & the Daniels, Blue Velvet und Radio Active sind in der Gemeinde ansässig. Als musikalisches Highlight ist das alljährliche „Open Air Krebeck“ zu erwähnen, welches vom KSC neV organisiert wird und auf dem Krebecker Sportplatz stattfindet.
Zahlreiche Vereine wie z. B. die DJK Krebeck, Jugendgruppe, Kolpingsfamilie, Katholische Frauen, MGV „St. Joseph“ Krebeck, Freiwillige Feuerwehr, Karnevalsgesellschaft, Schützenkameradschaft, Theatergruppe und ein Skatclub sorgen für ein vielfältiges Gemeindeleben.

## Wirtschaft und Infrastruktur
Die Wirtschaftsstruktur Krebecks trägt seit jeher eine bäuerlich-handwerkliche Prägung. Dabei kam der ehemaligen Ziegelei, über die Jahrzehnte bis zu ihrer Schließung im Jahre 1972, eine enorme Bedeutung bei der Einnahmequelle vieler Krebecker zu. Die Gründung der Ziegelei fällt in das Jahr 1860. Heute ist an die Stelle des einstigen Gewerbebetriebes die örtliche Reithalle getreten.

Bilder
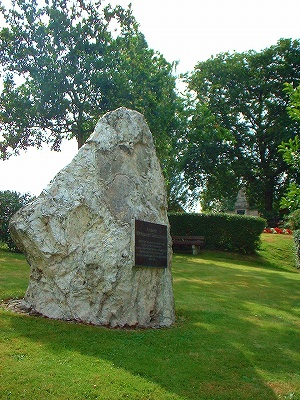
Der Mittelpunktstein
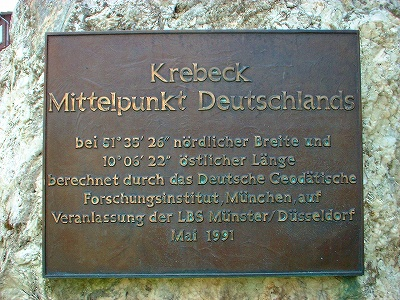
Schild auf dem Mittelpunktstein
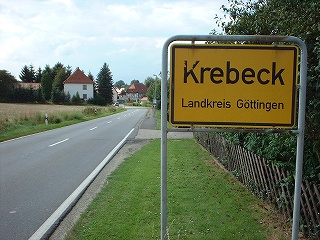
Ortsschild